# Braten (Kochen)

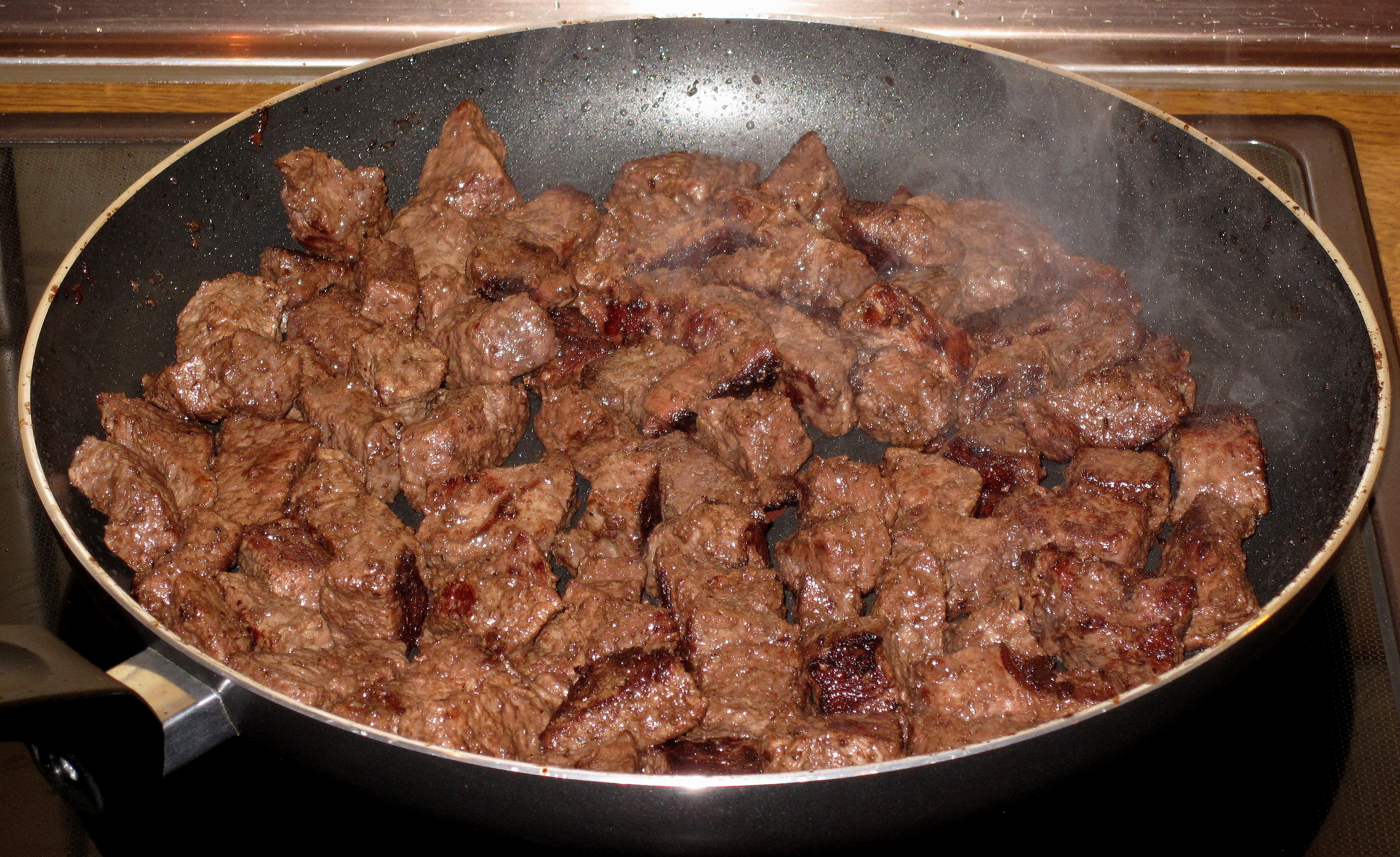
Anbraten von Rindfleischstücken

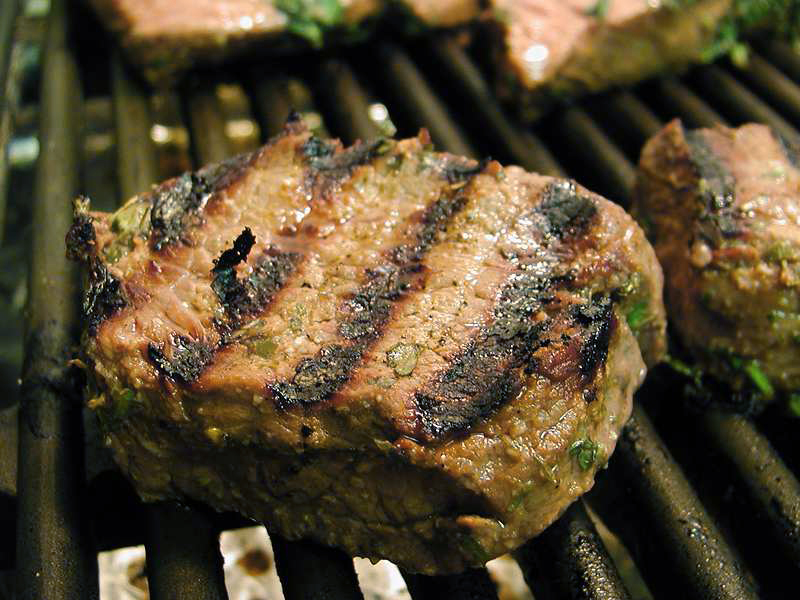
Gegrilltes Steak

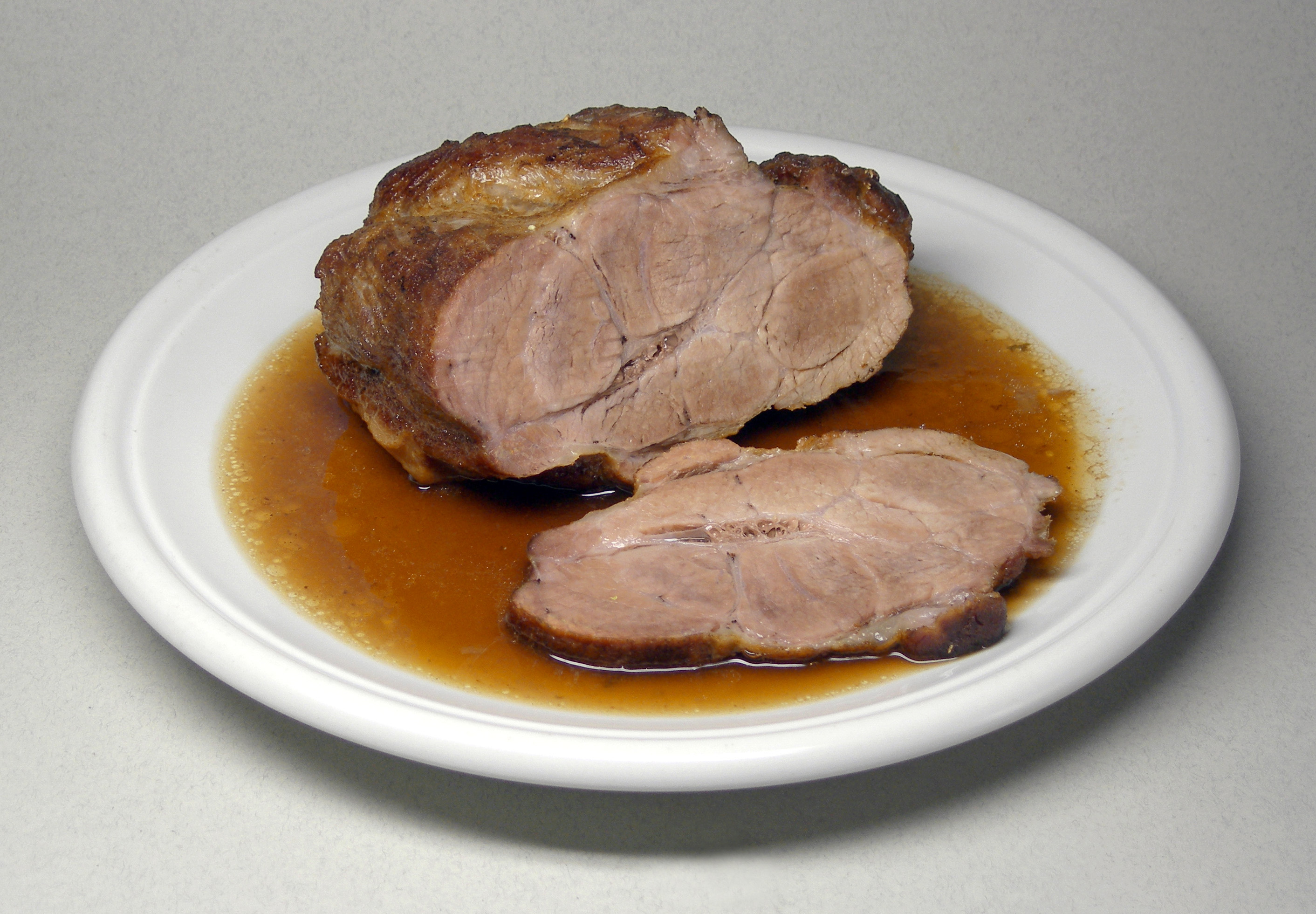
Im Ofen gebratener Schweinenacken

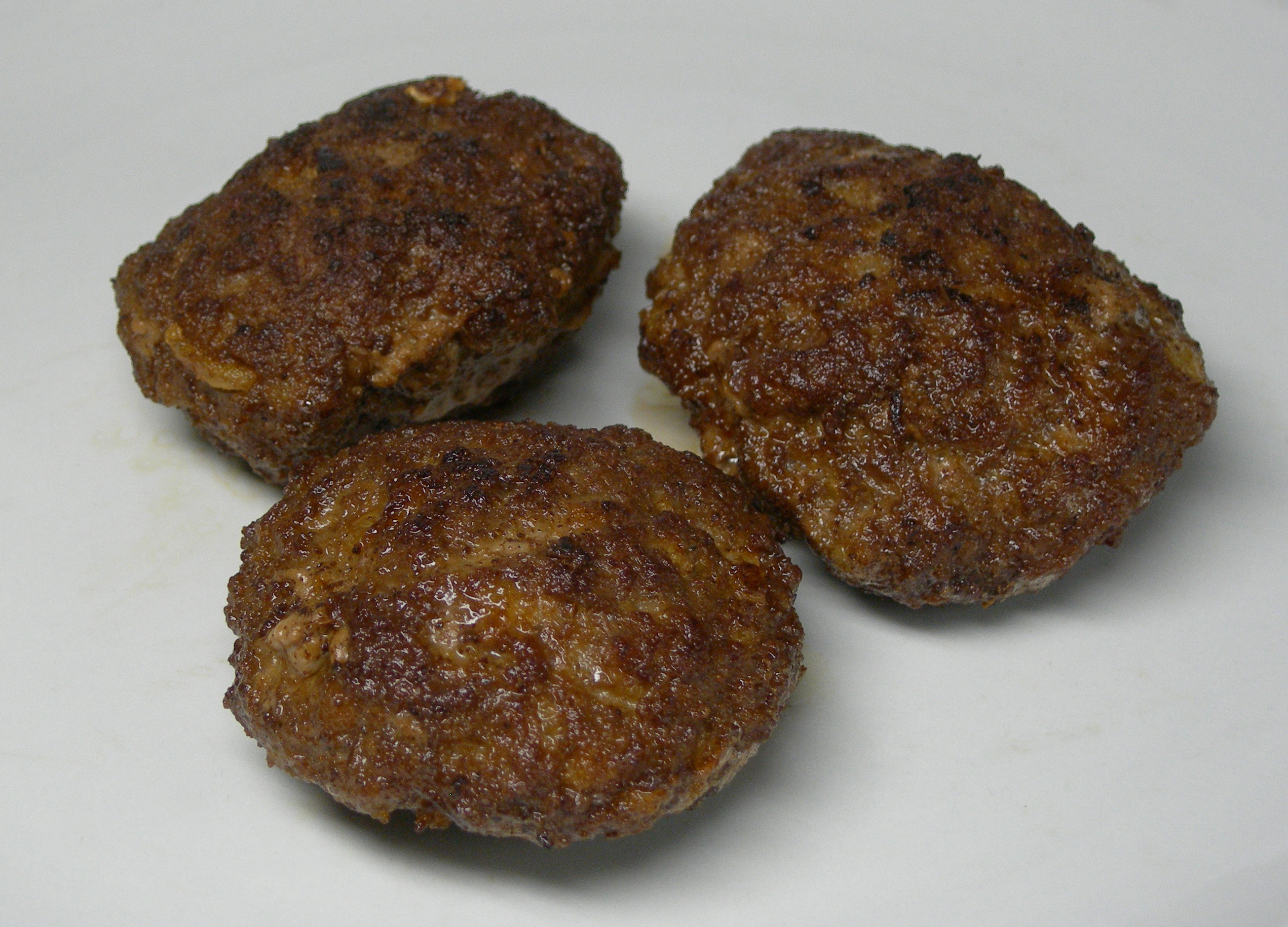
In der Pfanne gebratene Frikadellen

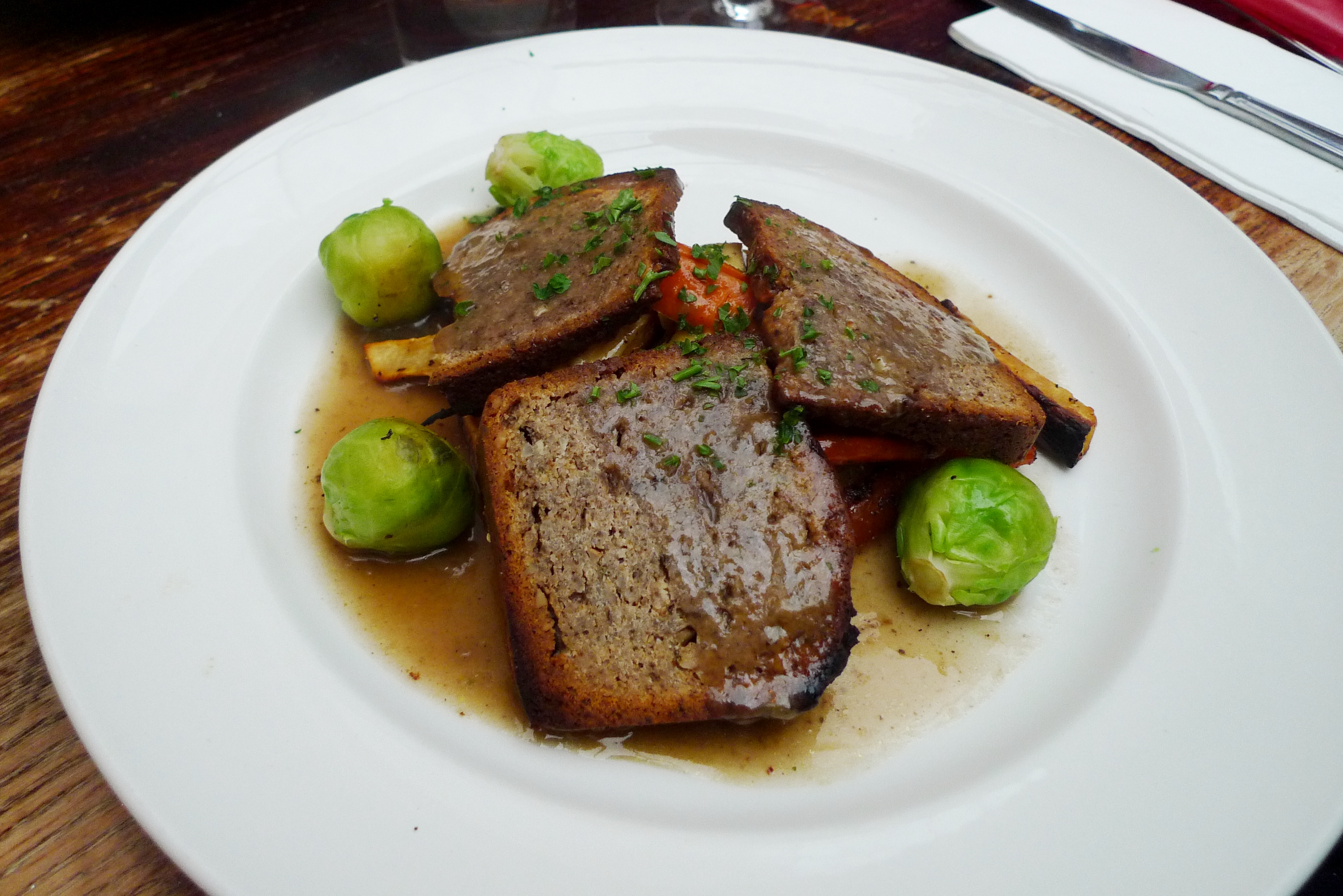
Nussbraten mit Rosenkohl

Braten ist trockenes Garen bei starker Hitze. Dabei entstehen durch die Maillard-Reaktion an der Oberfläche des Bratguts Verbindungen aus Eiweißen, Fetten und Zuckern, die für die Bräunung und den typischen Geschmack verantwortlich sind. Beim Braten von Gemüse mit geringem Eiweißanteil spielt die Maillard-Reaktion nur eine geringe Rolle, Bräunung und Aroma entstehen dort vor allem durch Karamellisierung.
Das Braten dürfte die älteste Kochtechnik sein, denn es erfordert nicht unbedingt Gefäße, sondern nur die Kontrolle des Feuers.
Unter Braten werden im allgemeinen Sprachgebrauch das Grillen, das Braten im Backofen und das offene Braten in der Pfanne (auch Sautieren genannt) zusammengefasst. Es besteht allerdings ein wesentlicher Unterschied zwischen dem Grillen und dem Braten im Ofen einerseits, bei dem die Wärmestrahlung die Hauptrolle spielt, und dem Braten in der Pfanne andererseits, das auf Wärmeleitung beruht. Wird nach dem Anbraten Flüssigkeit hinzugegeben, spricht man von Schmoren.

## Braten von Fleisch
Beim Braten von Fleisch muss durch geeignete Wahl von Temperatur und Dauer dafür gesorgt werden, dass die sich bildende Kruste aromatisch, aber nicht zu dunkel wird. Gleichzeitig muss das Innere eine Temperatur erreichen, bei der das Kollagen des Bindegewebes, das das Fleisch zäh macht, sich zu Gelatine umwandeln kann, das Muskeleiweiß jedoch nicht so weit gerinnt, dass es das gesamte Wasser abgibt und das Fleisch hart und trocken wird. 
Die Bildung einer aromatischen Kruste findet bei etwa 150–200 °C statt, die Umwandlung von Kollagen und Muskeleiweiß bei etwa 70 °C. Ein gebratenes Stück ist also spätestens dann gar, wenn sich eine braune Kruste gebildet und es die Kerntemperatur 70 °C erreicht hat. Bei von vornherein zarten, kurzfaserigen Fleischstücken liegt die optimale Kerntemperatur deutlich niedriger, bei festen, langfaserigen muss sie wesentlich länger aufrechterhalten werden, weshalb diese nicht gebraten, sondern geschmort oder gekocht werden sollten.
Um das Bratgut außen trocken zu halten, damit sich schnell eine Kruste bildet und sein Inneres saftig bleibt, sollte es erst unmittelbar vor oder gegen Ende des Bratvorgangs gesalzen werden. Bei anfänglichem Salzen diffundiert durch Osmose Wasser aus dem Inneren heraus, was beiden Zielen zuwiderläuft. Eine Alternative ist es, Fleisch deutlich, das bedeutet circa eine Stunde bis zu über Nacht im Kühlschrank, vorher zu salzen. Die anfänglich austretende Flüssigkeit wird dann, ähnlich wie beim Marinieren vom Fleisch, wieder aufgenommen und würzt es durch den Querschnitt.
Aus ähnlichem Grund sollte das Bratgut von vornherein der richtigen Temperatur ausgesetzt werden. Bei zu geringer Anfangstemperatur wird die Garzeit verlängert, was zu größerer Austrocknung führt. Das hat nichts mit dem häufig erwähnten „Schließen der Poren“ zu tun – diese von Justus von Liebig aufgestellte These ist mittlerweile widerlegt, denn Muskeln haben keine Poren.
Größere Stücke sollten nach dem Braten etwas ruhen, d. h. idealerweise auf etwa 50 °C abkühlen. Nach dem Braten garen sie noch eine Zeitlang nach, während ein Temperaturausgleich zwischen den äußeren und inneren Bereichen stattfindet. Durch das Abkühlen werden die Muskelfasern und mit ihnen das gesamte Stück Fleisch etwas fester und damit besser zu schneiden. Außerdem binden die Proteine bei niedrigen Temperaturen den Fleischsaft besser, sodass beim Tranchieren weniger Flüssigkeit austritt.
Eine andere Garvariante ist die Niedrigtemperaturmethode. Dabei wird das Fleisch zunächst kurz in der Pfanne angebraten, damit sich Röststoffe bilden, und dann bei einer Temperatur von ca. 70 bis 80 °C im Ofen für wesentlich längere Zeit gegart als sonst üblich. Der Vorteil dabei ist, dass geeignete Fleischstücke auch nach Stunden im Ofen noch zart bleiben.

## Etymologie
Das Verb braten gehört zur Wortgruppe Bärme aus indogermanisch bher[e] für „quellen, aufwallen, sieden“. Es ist mit brühen, Brei und weiteren Ausdrücken, die mit dem Erwärmen oder Fermentieren von Lebensmitteln zu tun haben, verwandt. Nicht verwandt ist es mit der Herkunft des Fleischstückes Braten, das sich vom althochdeutschen brato für „schieres Fleisch, Weichteile“ ableitet.